# Hăsnășenii Mari
Hăsnășenii Mari è un comune della Moldavia situato nel distretto di Drochia di 1.884 abitanti al censimento del 2004